# Premenugo
Premenugo (Premenugh in dialetto milanese, AFI: [ˌpremeˈnyɡ]) è un paese di circa 1 100 abitanti, frazione del Comune di Settala in provincia di Milano, nella Pianura Padana posto tra l'Adda ed il Lambro a nord del centro abitato verso Vignate; il paese si trova a 106 metri sopra il livello del mare.

## Storia
Premenugo è stata per lunghi secoli un comune separato da Settala; la sua fondazione (non vi sono documenti certi) è avvenuta solo uno o due secoli dopo del suo attuale capoluogo. I primi documenti che si riferiscono al paese risalgono al XIII secolo.
Premenugo combatté insieme ad altri comuni nella Lega Lombarda contro Federico Barbarossa nel Medioevo; simbolo di tali lotte è il castello solo in parte ancora esistente nella cascina Castello, vicina al paese.
Registrato agli atti del 1751 come un villaggio milanese di 382 abitanti scesi a 367 nel 1771, alla proclamazione del Regno d'Italia nel 1805 Premenugo risultava avere 350 residenti. Nel 1809 un regio decreto di Napoleone determinò la soppressione dell'autonomia municipale per annessione a Settala, ma il Comune di Premenugo fu poi ripristinato con il ritorno degli austriaci nel 1816. L'abitato crebbe poi discretamente, tanto che nel 1853 risultò essere popolato da 433 anime, salite a 460 nel 1861. Fu un decreto di Vittorio Emanuele II del 17 gennaio 1869 a decidere la soppressione del municipio, annettendolo a quello di Settala riprendendo l'antico modello napoleonico.

## Descrizione
Premenugo è posta esattamente a nord di Settala, ad appena 1 km da essa, quasi in posizione opposta rispetto a Caleppio.
Nel corso dei secoli si è sviluppata molto poco ed è rimasta un centro molto piccolo e vivibile, tale che nel 1990 contava meno di 900 abitanti. Nell'ultimo decennio sono state costruite numerose villette a schiera a sud, verso Settala.
Premenugo è lambita ad ovest dalla provinciale n°161, che in corrispondenza dell'ingresso al paese interseca, mediante una rotonda, la vecchia strada.
Il centro del paese è la chiesa di S.Tommaso, nelle cui adiacenze è stata realizzata una piazza mai esistita a Premenugo, allargando via Milano; contestualmente è stata ripavimentata in pavé tutta la zona del centro nel 2004, riqualificando la piccola zona.
Un chilometro ad ovest, verso Lucino e Rodano, c'è l'unica zona industriale di Premenugo, in località Dosso, anche se l'attività è fortemente calata negli anni ottanta e novanta. Fino all'immediato dopoguerra, famosa era la scomegna dei paesani: i premenughesi erano "i spazzapollé" [pr.: i spasapulé] (gli spazzapollai).

## Monumenti e luoghi d’interesse

### Architetture religiose
La Chiesa di San Tommaso è sede di una parrocchia pluri-centenaria.